# Card sleeve
Card sleeve è un neologismo utilizzato per distinguere le custodie sottili dei dischi (CD o DVD) in carta o cartoncino, spesso patinato, dal cartonato detto digipak oppure dalle custodie in plastica dette jewel case o slim-case. A differenza di un digipak per CD, le card sleeve non consentono di contenere un libretto. Sono usate spesso per dischi musicali denominati CD singoli o dischi promozionali.
Il termine card sleeve si può anche utilizzare come sinonimo di porta-tessera di plastica, carta o cartoncino usato per custodire figurine o carte da collezione. A volte, il termine è utilizzato in inglese anche per foderi di pelle o similpelle utilizzati come portafogli o porta-cellulari.